# Сан-Хуан (Аргентина)
Сан-Хуан (исп. San Juan) — город на западе Аргентины, административный центр одноимённой провинции.
Вместе с пригородами входит в состав городской агломерации Большой Сан-Хуан.

## История
Основан в 1562 г. конкистадором Хуаном Хуфре. Он назвал его в честь Иоанна Крестителя, имя которого носил. В 1593 году река Сан-Хуан, на побережье которой был выстроен город, затопила его, и поселение пришлось перенести.
В 18 веке в Сан-Хуане был построен собор, а в 1842 году — театр. Здание театра, спроектированное архитектором Риваролой в духе классицизма, не дошло до наших дней из-за пожара.
15 января 1944 года произошло Санхуанское землетрясение, которое считают главной трагедией Аргентины в 20 в. Число жертв составило около 10 тысяч человек, погибли собор и многие другие постройки. В 1977 году последовало новое землетрясение, но его эпицентр был далеко от города, и гибели стольких людей удалось избежать.
В декабре 1979 года открылся новый собор св. Иоанна (арх. Рамос), ставший одной из главных достопримечательностей города. На окраине города была создана Обсерватория им. Феликса Агилара.
В городе находится старейшая библиотека Южной Америки - Библиотека Франклина.

## Известные уроженцы
Самым известным санхуанцем был президент Аргентины Д. Ф. Сармьенто. В родном городе ему посвящены дом-музей и памятник. В честь Сармьенто названы радиостанция, театр и аэропорт.
Также в Сан-Хуане родился известный автогонщик, экс-пилот Формулы-1 Рикардо Сунино.

## Города-побратимы
- Кокимбо
- Ла-Серена
- Викунья
- Нерха